# アブハジア社会主義ソビエト共和国の国旗
アブハジア社会主義ソビエト共和国の国旗は、1925年からのものがアブハズ自治ソビエト社会主義共和国への降格を経て1935年まで使用された。

## 変遷
アブハジア社会主義ソビエト共和国の最初の憲法は、1925年3月26日から翌4月1日にかけて開催された第3回全アブハジア・ソビエト大会において採択され、その憲法において国旗は次のように定められた。
翌1926年10月27日には新たなアブハジア共和国憲法が公布され、1927年3月7日の第4回全アブハジア・ソビエト大会で採択されたが、国旗について変更は加えられなかった。

1925年から1935年1月7日までのアブハジア社会主義ソビエト共和国、アブハズ自治ソビエト社会主義共和国の国旗

一部には国名表記を鎌と槌の下ではなく右側に配したバージョンも見受けられるが、これが公式のものであったかは定かでない。一方、1925年のアブハジア共和国中央執行委員会メンバーの徽章デザインからの復元のように、ザカフカース連邦共和国国旗のデザインを流用し、国名表記のみを «ССРА» としたアブハジア共和国国旗のデザインも存在したのではないかと思われる。
その後アブハジア共和国はアブハズ自治ソビエト社会主義共和国へ降格され、1935年1月7日の第7回全アブハズ・ソビエト大会において新たなアブハズ自治共和国憲法が採択されたが、第84条の国旗についての規定は国名表記が «АССР» とされた以外は変更されていない。一方この時期のアブハズ自治共和国国旗にも、ザカフカース連邦共和国国旗を流用し、国名表記を «А.С.С.Р.А.» としたデザインや、国名表記を «ASSRA» としたデザインも存在したのではないかと思われる。
次いで1937年8月2日、第8回アブハズ・ソビエト大会でのスターリン憲法導入により、その憲法第112条で新たな国旗が定められた。しかし、その文言にはアブハズ語版とロシア語版で食い違いがみられる。

1937年8月2日から1951年4月26日までのアブハズ自治ソビエト社会主義共和国の国旗（ロシア語版憲法による）

1937年8月2日から1951年4月26日までのアブハズ自治ソビエト社会主義共和国の国旗（アブハズ語版憲法による）

その後、1951年にグルジア共和国が新たな国旗を制定すると、同年4月26日にアブハズ自治共和国最高会議幹部会令により、グルジア共和国国旗がそのままアブハズ自治共和国国旗として採択された。

1951年4月26日から1978年11月3日までのアブハズ自治ソビエト社会主義共和国の国旗

1978年11月3日、アブハズ自治共和国最高会議幹部会は国旗に関する規則第1条を改訂し、青い正方形の下部に «АҦСНЫ АССР» の表示を追加した。1981年7月21日承認、8月29日採択の新たな最高会議幹部会令により、国名表記は1段で、旗の高さの10分の1の大きさの細分フォントと定められた。

1978年11月3日からソ連崩壊までのアブハズ自治ソビエト社会主義共和国の国旗

やがてソビエト連邦の崩壊間際のアブハジアではグルジアからの分離独立要求が高まり始め、1990年8月25日にアブハズ自治共和国最高会議はアブハジアの国家主権宣言をなすとともに、独自の国旗・国歌・国章の存在を規定した。ロシア語版ウィキペディアを含めた幾つかのウェブサイトは、この時期のアブハジア共和国国旗を「金色の太陽と «АПСНЫ ССР» を表示した赤旗」として紹介するが、その実在を示すソースはない。

ネット上で「1989年のアブハジア・ソビエト社会主義共和国の国旗」として紹介される旗

1992年7月23日、アブハジア共和国最高会議は1978年からのアブハズ自治共和国憲法の無効と、1925年のアブハジア共和国憲法の暫定的な復帰を宣言した。同日、国名の「アブハジア共和国」への正式な変更が行われるとともに、法令によって新たなアブハジア共和国国旗が制定された。

1992年7月23日からのアブハジア共和国の国旗